# Пърт (Западна Австралия)
Вижте пояснителната страница за други значения на Пърт.
Пърт (на английски: Perth) е град в югозападната част на Австралия, най-големият град и столица на щата Западна Австралия. Населението му е около 2 141 834 души (30 юни 2021). Разположен е на брега на река Суон и на изток е ограничен от възвишенията Дарлинг. Основан е през 1829 година и е наречен в чест на шотландския град Пърт, като днес е много по-голям от него.

## История
Първите заселници в околностите на днешен Пърт са били австралийските аборигени. В района Ъпър Суон (Upper Swan area, сега част от Пърт) има открито селище, което се датира отпреди 39 000 години. В същия район са разположени общо 180 археологически обекта, като останалите са датирани между 8000 и 29 000 години.
Първият европеец, изследвал брега около днешен Пърт е фламандският изследовател Вилем де Фламинг. На 10 януари 1697 г. той открива река Суон.
През 1826 г. британският губернатор на Нов Южен Уелс изпраща капитан Джеймс Стърлинг с кораба Съксес (Success) да изследва западния бряг на Австралия. Стърлинг е впечатлен от земите край река Суон и ги описва като плодородни и подходящи за трайно заселване. През 1829 г. Стърлинг повежда три кораба със заселници към устието на реката.
Първата британска колония на западното крайбрежие на Австралия е основана през 1829 г. край река Суон и е наречена на нея – колония на река Суон (Swan River Colony). Скоро след установяването на заселниците край устието на реката Стърлинг открива, че почвата е песъчлива и е плодородна под очакваното. Затова той е принуден да раздели колонията на две селища – пристанище в устието на реката (дн. Фримантъл) и основно нагоре по нея. На 12 август същата година новото селище е основано около 32 км от устието. Поради невъзможността г-жа Стърлинг да пътува, Хелън Денс, жената на капитана на кораба „Сълфър“ (Sulphur) изпълнява церемонията по основаването на града като отсича дърво. Мястото на церемонията е близо до днешното кметство. 
Името Пърт е избрано от Стърлинг в изпълнение на желанието на сър Джордж Мъри, държавен секретар за войната и колониите. Той е искал селището на река Суон да бъде наречено на родното му място и негов избирателен район в Камарата на общините – графство Пъртшър.
През 1832 г. колонията е преименувана на Западна Австралия и Пърт става столица. Денят, в който заселниците виждат за първи път континента, 1 юни, се чества като празник на Западна Австралия всеки първи понеделник на юни.
През XX век територията между Пърт и Фримантъл е застроена и двата града се сливат в мегаполис.

## Население
Населението на града през 2006 година е 1 602 559 души, от тях 534 555 (28,6 %) са англичани, 479 174 (25,6 %) - австралийци, 115 384 (6,2 %) - ирландци, 113 846 (6,1 %) - шотландци, 84 331 (4,5 %) италианци, 53 390 (2,9 %) - китайци, други са 3101 (0,2 %) - аборигени и пр.

## Спорт
- Местният футболен клуб е „Пърт Глори“. Тимът му участва в новосформираната А-Лига. През сезоните 2002/03 и 2003/04 отборът печели шампионата по футбол на Австралия.
- „Пърт Уайлдкетс“ е баскетболният отбор на Пърт. Той участва в националната баскетболна асоциация на Австралия и е сред най-успешните отбори.
- Купата на Пърт за конни състезания събира голям брой почитатели.
- През първата седмица на януари се провежда турнира по тенис Хопман Къп

## Побратимени градове
- Васто, Италия от 1989 г.
- Кагошима, Япония от 1974 г.
- Кастелоризо, Гърция от 1984 г.
- Нандзин, Китай от 1998 г.
- Родос, Гърция от 1984 г.
- Сан Диего, САЩ от 1987 г.
- Тайпе, Тайван от 1999 г.
- Хюстън, САЩ от 1984 г.

## Личности, родени в Пърт
- Джон Реймънд Броснан (1947 – 2005), писател
- Джуди Дейвис (1955), актриса
- Кейси Делакуа (1985), тенисистка
- Майкъл Джонс (1978 – 2014), певец
- Хийт Леджър (1979 – 2008), актьор
- Купър ван Грутел (2001), актьор